# Софронова, Надежда Константиновна
Наде́жда Константи́новна Софро́нова (20 декабря 1939, Мариец, Мари-Турекский район, Марийская АССР, РСФСР, СССР) — ученица текстовиниста, вальцовщица, аппаратчица тканей, машинист агрегата изготовления кож завода «Искож» г. Йошкар-Олы Марийской АССР (1960―1990). Лауреат Государственной премии СССР (1986).

## Биография
Родилась 20 декабря 1939 года в п. Мариец Мари-Турекского района Марийской АССР в семье рабочих.
В 1958 году окончила среднюю школу в родном посёлке. Затем проходила обучение на курсах подготовки рабочих кадров в г. Калинин.
В 1960—1990 годах — ученица текстовиниста, вальцовщица, аппаратчица тканей, машинист агрегата изготовления кож на Йошкар-олинском заводе «Искож».
Избиралась депутатом Йошкар-Олинского городского Совета. 
В 1986 году ей присуждена Государственная премия СССР. Награждена орденом «Знак Почёта» и медалями.

## Трудовые награды
- Орден «Знак Почёта»[4]
- Медаль «За трудовую доблесть»[4]
- Государственная премия СССР (1986)[2] — за выдающиеся достижения в труде, большой личный вклад в увеличении производства высококачественных товаров народного потребления[4]